# 신설 (영화)
《신설》은 한국에서 제작된 조문진 감독의 1974년 영화이다. 김청자 등이 주연으로 출연하였고 김진관 등이 제작에 참여하였다.

## 출연

### 주연
- 김청자
- 김진
- 태현실
- 남궁원
- 신일룡

## 기타
- 원작자: 강신재